# The Stickmen Project
The Stickmen Project, auch bekannt als The Stickmen, ist ein House-Duo aus dem Vereinigten Königreich.

## Geschichte
The Stickmen Project wurde im August 2016 gegründet. Die Identität und die richtigen Namen der beiden Mitglieder sind unbekannt. Sie treten in schwarzen LED-Suits und in Maske auf. Bei Liveauftritten spielen beide an E-Drums und einem Plattenspieler. Musik der beiden wurde unter anderem von Tiësto, Diplo und Flosstradamus gespielt.
Das Duo wurde vor allem über die Videoplattform TikTok populär. Es veröffentlichte dort Musikvideos und entwickelte sich dort zum zweitgrößten Künstler elektronischer Musik nach Marshmello. Sie erreichen dort mehr als 5,5 Millionen Follower.
2021 veröffentlichten sie den Track No Fun mit Armin van Buuren. 2022 erschien zusammen mit Felix Jaehn und Calum Scott die Single Rain in Ibiza, die Platz 34 der deutschen Singlecharts erreichte.

## Diskografie

### Singles
- 2020: Boots and Cats
- 2021: Heartbreaker
- 2021: Don’t Even Know Your Name
- 2021: No Fun (mit Armin van Buuren)
- 2022: Rain in Ibiza (mit Felix Jaehn feat. Calum Scott; AT: Gold)

### Remixe
- 2021: 220 Kid & JC Stewart – Too Many Nights
- 2021: Steve Angello. Laidback Luke & Robin S – Show Me Love

## Auszeichnungen für Musikverkäufe
| Goldene Schallplatte - Polen - 2022: für die Single Rain in Ibiza |

Anmerkung: Auszeichnungen in Ländern aus den Charttabellen bzw. Chartboxen sind in ebendiesen zu finden.
| Land/RegionAuszeichnungen für Musikverkäufe (Land/Region, Auszeichnungen, Verkäufe, Quellen) | Gold     | Platin | Verkäufe | Quellen           |
| -------------------------------------------------------------------------------------------- | -------- | ------ | -------- | ----------------- |
| Deutschland (BVMI)                                                                           | Gold1    | —      | 200.000  | musikindustrie.de |
| Österreich (IFPI)                                                                            | Gold1    | —      | 15.000   | ifpi.at           |
| Polen (ZPAV)                                                                                 | Gold1    | —      | 25.000   | olis.pl           |
| Insgesamt                                                                                    | 3× Gold3 | —      |          |                   |